# Aqualung (canción)
«Aqualung» es la primera y más famosa canción del disco homónimo de la banda británica Jethro Tull.
La canción fue escrita por Ian Anderson, aunque los dos primeros versos, fueron coescritos por él y por su entonces mujer, Jennie Anderson. La letra trata sobre un vagabundo pedófilo llamado Aqualung. El personaje también se nombra en la siguiente canción del álbum, "Cross-Eyed Mary", y se dice que Ian Anderson quiso expresar en él la idea de Dios.
La canción daba inicio a la Cara A del LP, titulado también Aqualung.
La traducción del nombre Aqualung al español es Pulmón Acuático (aunque el término en inglés se refiere a la escafandra autónoma, el tanque de aire con regulador que los submarinistas llevan a la espalda para respirar, inventada por Émile Gagnan y Jacques Cousteau en 1943). Según Ian Anderson, se le ocurrió dicho nombre cuando quiso describir el agotado resuello del mendigo como el sonido que produce el borboteo de los equipos de buceo bajo el agua. Ian Anderson no sabía que Aqualung era una marca registrada, pero el conflicto acabó resolviéndose amistosamente.
Con esta canción, los Jethro Tull entraron por primera vez en el U.S. Top 10 estadounidense, alcanzando el 7º puesto en junio de 1971.

## El origen de la canción
Ian Anderson, en una entrevista en septiembre de 1999 en Guitar World comentaba:

Aqualung no fue un álbum conceptual, aunque mucha gente así lo cree. La idea surgió de una fotografía que mi esposa tomó por entonces a un vagabundo en Londres. Tuve sentimientos de culpabilidad en relación con el homeless, así como de inquietud e inseguridad hacia la gente así, que parecen dar un poco de miedo. Supongo que todo eso se combinó con una ligera imagen romántica de los vagabundos que, aun sin hogar, son espíritus libres que no quieren o no pueden encajar en los moldes prescritos por la sociedad.

Así que, a partir de esa fotografía y de esos sentimientos, empecé a escribir la letra de "Aqualung". Recuerdo estar sentado en un hotel de Los Ángeles, trabajando en los acordes para los versos. Es un auténtico y tortuoso embrollo de acordes, pero estaba pensado para llevarnos de acá para allá hasta conducirnos al pasaje acústico más melodioso de la composición.

## Apariciones en otros álbumes
- Aqualung (1971).
- Bursting Out (1978).
- Slipstream (1981, vídeo).
- A Classic Case (1985).
- Original Masters (1985).
- 20 Years of Jethro Tull (1988).

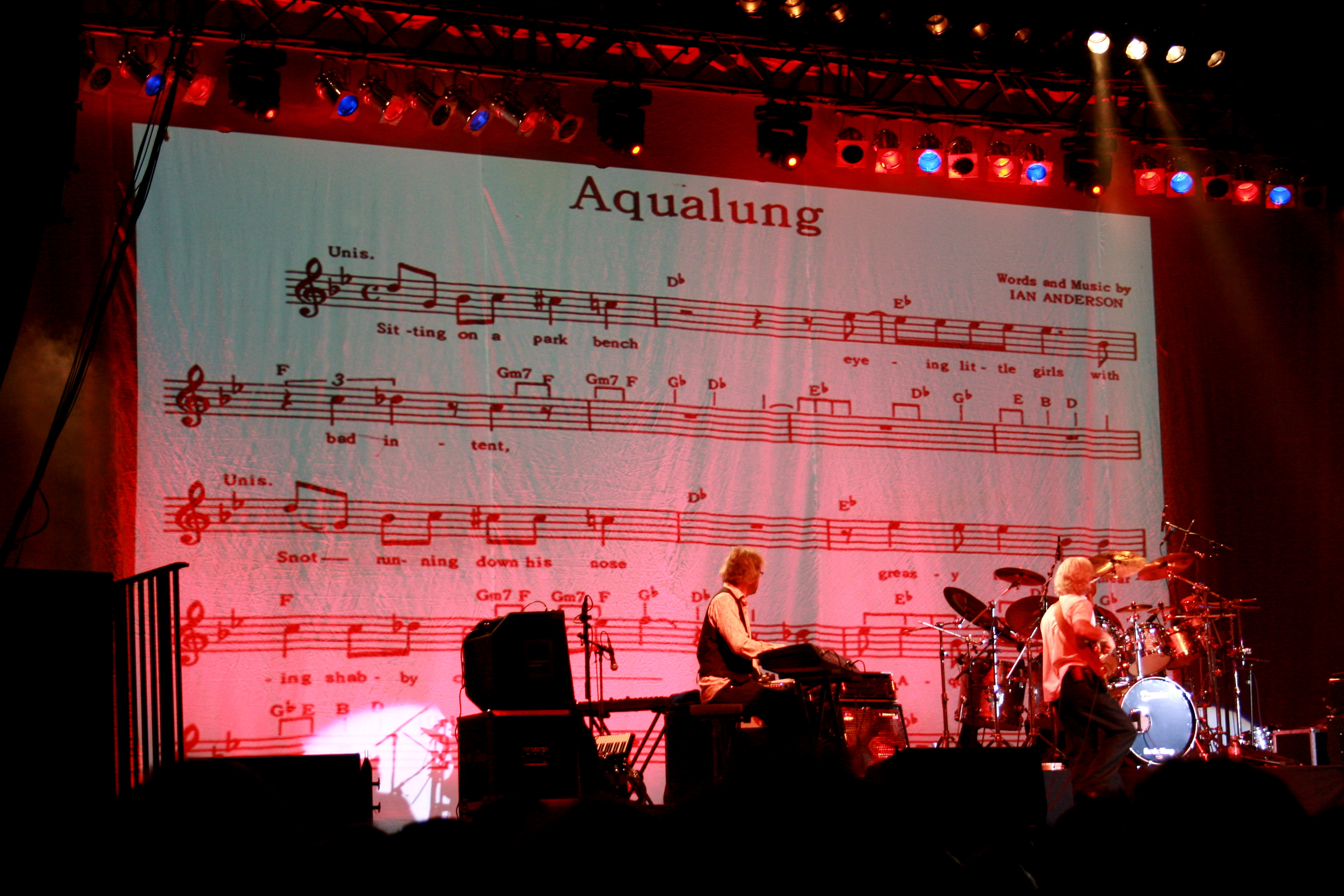
Foto de un concierto en la Uni-Halle de Wuppertal, en el año 2009, en la que se ve una proyección de una reproducción del comienzo de la partitura.

- 20 Years of Jethro Tull: Highlights (1988).
- The Very Best of Jethro Tull (2001).
- Living with the Past (2002).
- A New Day Yesterday (2003).
- Ian Anderson Plays the Orchestral Jethro Tull (2005).
- Aqualung Live (2005).